# Rieti
Rieti é uma comuna italiana da região do Lácio, província de Rieti, com cerca de 47.585 habitantes. Estende-se por uma área de 206 km², tendo uma densidade populacional de 230 hab/km². Faz fronteira com Belmonte in Sabina, Cantalice, Casperia, Castel Sant'Angelo, Cittaducale, Colli sul Velino, Concerviano, Contigliano, Greccio, Longone Sabino, Micigliano, Monte San Giovanni in Sabina, Montenero Sabino, Poggio Bustone, Rivodutri, Roccantica, Stroncone (TR), Terni (TR), Torricella in Sabina.

## Demografia
| Variação demográfica do município entre 1861 e 2011                               |
|                                                                                   |
| Fonte: Istituto Nazionale di Statistica (ISTAT) - Elaboração gráfica da Wikipedia |